# Tomas Mapua

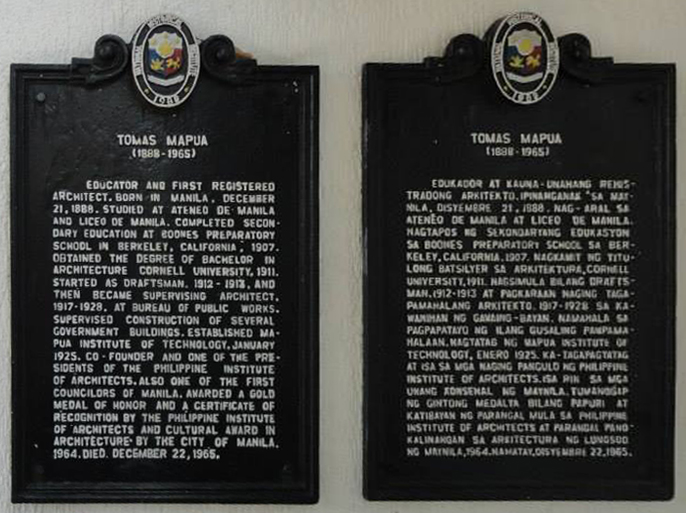
Gedenkstenen voor Tomas Mapua

Tomas B. Mapua (Manilla, 21 december 1888 - aldaar, 22 december 1965) was een Filipijns architect en oprichter van het Mapua Institute of Technology.  

## Biografie
Mapua werd geboren in Manilla als zoon van Juan Mapua en Justina Bautista. Na het voltooien van zijn lagere schoolopleiding aan de Ateneo de Municipal de Manila en het Liceo de Manila vertrok hij in 1903 naar de Verenigde Staten voor zijn verdere scholing. Na Boone's Preparatory School in Berkeley, studeerde hij architectuur aan Cornell University. In 1911 behaalde hij zijn bachelor-diploma en keerde hij terug naar Manilla. Daar werd hij de eerste geregistreerde architect in de Filipijnen. Vanaf 1911 werkte hij enkele jaren als tekenaar voor het Bureau of Public Works tot hij in 1916 voor zichzelf begon. In 1918 keerde hij terug bij het Bureau of Public Works. Hij zou er tot 1927 werken en had er als architect de supervisie over diverse overheidsprojecten zoals de bouw van het Philippine General Hospital, de Philippine Normal School, de School for the Deaf en Blind en vele andere gebouwen door het hele land. Hij ontwierp ook woningen en scholen, zoals de woning van rechter Arsenio Locsin aan Taft Avenue, het huis van Alfonso Tiaogue aan Carolina Street, en het gebouw van De La Salle College. 
Op 25 januari 1925 richtte Mapua het Mapua Institute of Technology (MIT) op in Manilla. Deze instelling begon als avondschool met ongeveer 80 studenten civiele techniek en architectuur. Tegenwoordig is het de grootste technische universiteit van het land en studeren er meer dan 15.000 studenten. In de loop der jaren studeerden veel bekende Filipijnse ingenieurs en architecten aan het MIT. Ook diende hij als raadslid van de stad Manilla en was hij voorzitter van de "Board of Examiners" voor architecten. In 1964 kreeg Mapua de Manila Cultural Award voor Architectuur toegekend. Een jaar later overleed hij Mapua, een dag na zijn 77e verjaardag. Hij was getrouwd met Rita Moya en had drie kinderen. Zijn zoon Oscar Mapua werd net als zijn vader architect. 
Misericordia Street in het district Santa Cruz in Manilla werd ter ere van hem hernoemd naar Tomas Mapua Street. Op 21 december 1989 werd er een herdenkingsmonument voor Mapua opricht voor het MIT, in Intramuros.